# Trinidad Scorpion Butch Taylor

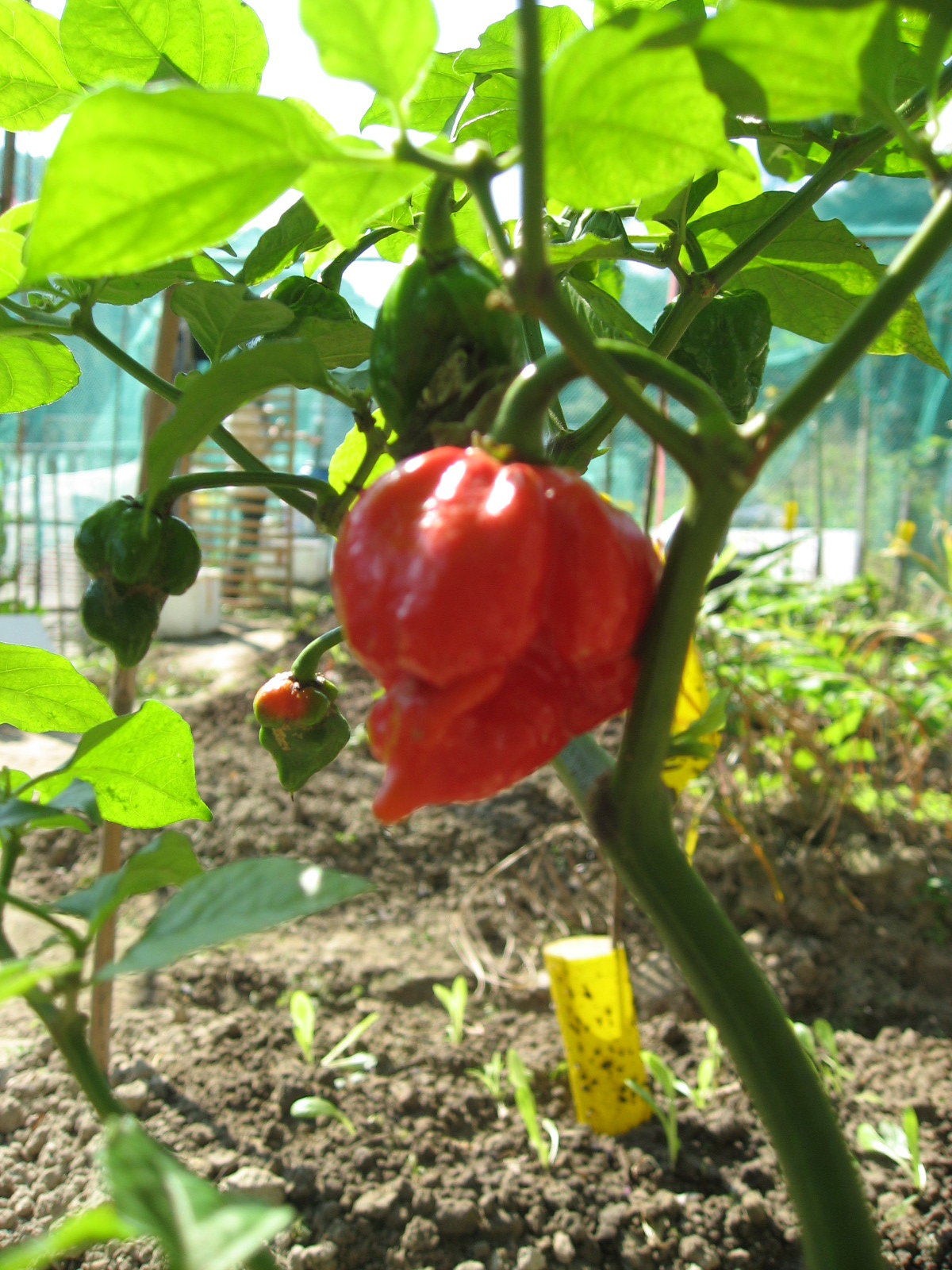
Trinidad Scorpion Butch Taylor

Trinidad Scorpion Butch Taylor is een cultivar van de chilipeper. De peper behoort tot de heetste ter wereld, en was een tijdje recordhouder volgens het Guinness Book of Records, met 1.463.700 Scoville-eenheden.
Hij is zo heet dat bij de bereiding van gerechten met de "Butch T" de koks ter bescherming handschoenen moeten dragen.